# XO醤

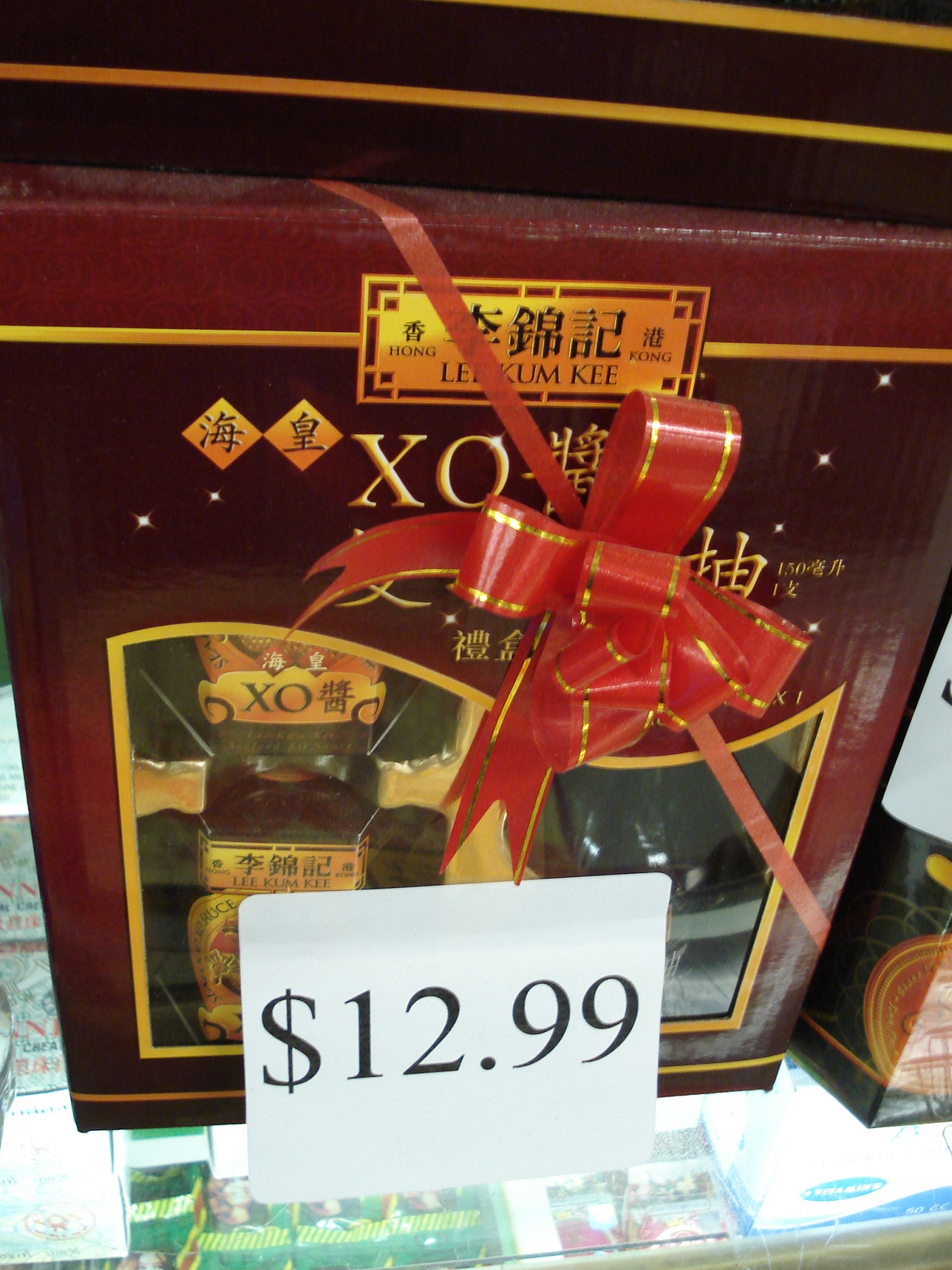
贈答品として販売されているXO醤。

XO醤（エックスオージャン、エクシーオウジョン）は1980年代後半に香港で考案された調味料である。

## 概要
XOは、ブランデーの最高の等級を示すエクストラオールド（eXtra Old）からきている。あくまで高級感を持たせるための修飾語であり、実際には古く熟成させる工程はない。また、各種素材をブランデーにて加工した醤と思われることがあるがこれも誤解である（但し、風味づけとしてブランデーを使用している製造元もある）。中国語の「醤（ジャン）」はペースト状の調味料を意味している。
他の醤と異なり、乾物を主原料とするXO醤は、香港では調味料としてだけでなく、高級な酒の肴や箸休めとしても食され、レストランでも単品メニューとして載せている場合がある。また、高級レストランの中には、自家製のXO醤を瓶に詰めて販売する店舗もある。店舗によって、様々な材料やレシピがある。
人気の高さに目をつけた、香港の調味料メーカーも製造販売を始め、中国本土でも製造が開始され、一般家庭にも普及した。

## 開発の経緯
1980年代の中華料理界では、「新派」と呼ばれる諸外国の料理の手法を取り入れた中華料理を創作する動きが加速していた。その中で香港・ペニンシュラホテルの広東料理レストラン「嘉麟楼」の料理長だった許成が高級食材をふんだんに使ったXO醤を開発した。XO醤は新しいもの好きな香港人の心をとらえ、その名に恥じぬ味も相まって瞬く間に大流行。今日では世界各地に広まっている。

## 代表的な材料

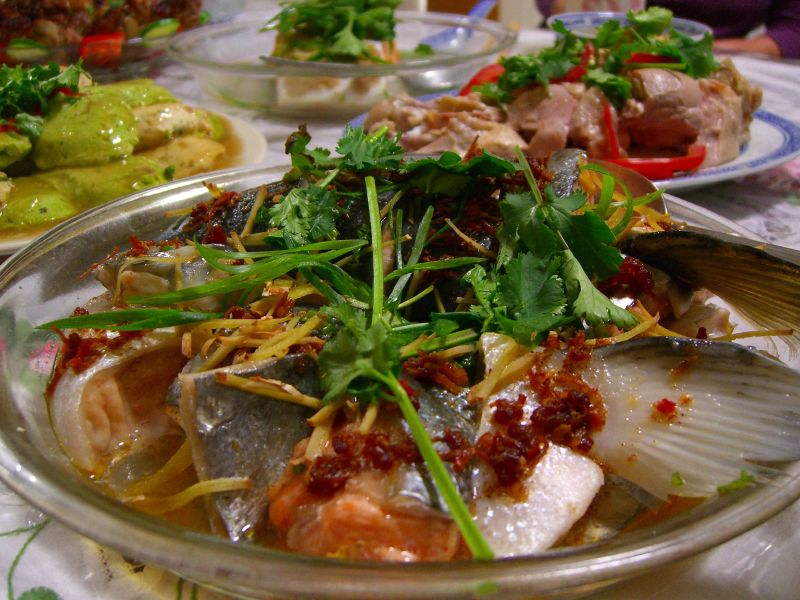
XO醤を使用した調理例

- 干しエビ
- 干し貝柱
- 金華ハム
- 生姜
- 唐辛子
- ニンニク
- 植物油

## 一般的な作り方
1. 干しエビ・干し貝柱は水で戻す。
2. 材料をみじん切りにする。
3. 材料の水分をとばすように炒める。
4. ラー油・紹興酒・オイスターソース・豆板醤などの調味料で味を調える。
5. 瓶詰めにして完成。